# Реквием (Джузепе Верди)
Вижте пояснителната страница за други значения на Реквием.
„
Реквиемна меса“ от Джузепе Верди е музикална композиция, базирана на текстовете на римокатолическата заупокойна литургия (реквием). Изпълнява се от четирима солисти, хор и оркестър. Композирана е в памет на Алесандро Манцони, италиански поет и романист. Първото изпълнение на творбата е на 22 май 1874 – първата годишнина от смъртта на Манцони. Времетраенето на творбата е около 80-90 минути.

## История на творбата
След смъртта на Росини през 1868, Верди предлага да работи заедно с други италиански композитори, и да бъде написан в чест на Росини. Верди написва заключението (Libera me). През следващата година „Меса за Росини“ е написана от 13 композитори, от които днес известен е само Верди. Премиерата е трябвало да се състои на 13 ноември 1869 година - една година след смъртта на Росини, но на 4 ноември, 9 дни преди премиерата, организиращият комитет се отказва. Верди обвинява диригента Анджело Мариани. Премиерата на произведението е чак през 1988 година в Щутгарт.
На 22 май 1873 година умира Алесандро Манцони. Чувайки за смъртта му, Верди решава да напише изцяло свой реквием в чест на Манцони. Верди пътува за Париж, където започва да работи по творбата.
|  | Тази страница частично или изцяло представлява превод на страницата Verdi Requiem в Уикипедия на английски. Оригиналният текст, както и този превод, са защитени от Лиценза „Криейтив Комънс – Признание – Споделяне на споделеното“, а за съдържание, създадено преди юни 2009 година – от Лиценза за свободна документация на ГНУ. Прегледайте историята на редакциите на оригиналната страница, както и на преводната страница, за да видите списъка на съавторите. ВАЖНО: Този шаблон се отнася единствено до авторските права върху съдържанието на статията. Добавянето му не отменя изискването да се посочват конкретни източници на твърденията, които да бъдат благонадеждни. |